# Калінінград (стадіон)
«Стадіон Калінінград» або «Арена Балтика» (рос. Стадион Калининград) — футбольний стадіон у Калінінграді, Росія, домашня арена ФК «Балтика». Одне із місць проведення матчів в рамках Чемпіонату світу з футболу 2018 року. Будівництво завершено 2018 року.

## Історія
На початку проєктних робіт арена була розрахована на 45 015 глядачів, проте в кінці вересня 2014 року проєктна місткість змінена на 35 000 глядацьких місць. Умовним  прототипом стадіону стала «Альянц Арена» у Мюнхені. Початковий кошторис проєкту — 11 млрд рублів, згодом збільшений до 17,3 млрд рублів.
У квітні 2012 року урядом Калінінградській області прийнято рішення взяти за основу будівництва стадіону проєкт французького архітектурного бюро «Wilmotte & Associes Sa». Вартість самого проєкту становила 720 млн рублів. 50% суми було виділено з федерального бюджету, а інша половина — з обласного. Будівництво арени розпочалося після підготовки технічних і кошторисних документацій. Спочатку передбачалося, що стадіон після ЧС-2018 перетвориться у 25-тисячний, однак пізніше влада відмовилася від ідеї скорочення місткості.
У кінці жовтня 2012 року регіональна влада оголосила відкритий конкурс на розробку проєктної та робочої документації стадіону до чемпіонату світу. Переможцем конкурсу стало НВО «Мостовик». На початку березня 2013 року «Мостовик» опублікував ескіз стадіону, який отримав робочу назву «Арена Балтика». Підрядник планував співпрацювати з німецькою компанією «GMP Architekten». У червні 2014 року Омський арбітражний суд визнав НВО «Мостовик» банкрутом і в березні 2015 року було ініційовано розірвання контракту з виконавцем проєкту.
1 квітня 2014 року було опубліковане розпорядження Уряду Російської Федерації про призначення «Crocus International» виконавцем робіт з будівництва спортивних арен у Калінінграді та Ростові-на-Дону.
У грудні 2014 року були завершені роботи з підготовки фундаменту.
У лютому 2015 року урядом Калінінградській області був укладений держконтракт з «Крокус Інтернешнл» на розробку проєктної і робочої документації з проєктування стадіону.
У січні 2015 року стартували роботи з підготовки до будівництва об'єктів інфраструктури.
10 червня 2015 року з'явилося повідомлення, що проєкт стадіону був відправлений на держекспертизу.
9 липня 2015 року розпочалися проєктно-практичні випробування палей під стадіон на Жовтневому острові, також розпочато проєктування тимчасової схеми електропостачання будівельного майданчика арени. Крім того, продовжилися роботи з консолідації (ущільнення) ґрунтів, для чого на будівельний майданчик було завезено 3 млн м² піску.
18 липня 2015 року віцегубернатор Калінінградської області Олександр Рольбінов представив макет стадіону в Калінінграді до ЧС-2018 з футболу. Загальна площа під будівництво на Жовтневому острові склала 140 гектарів. Виготовлення макета стадіону обійшлося обласному бюджету в 500 тисяч рублів.
25 липня 2015 року заступник голови уряду Калінінградської області Олександр Рольбінов повідомив, що будівництво стадіону має розпочатися 10 серпня 2015 року, але до моменту настання оголошеної дати проєкт стадіону ще не пройшов державної експертизи.
10 серпня 2015 року технічний директор стадіону Геннадій Борисов повідомив, що арена в Калінінграді, яка буде побудована до чемпіонату світу з футболу 2018 року, отримає назву «Стадіон Калінінград» або «Kaliningrad Stadium» в англійському варіанті. За його словами, після завершення чемпіонату кожне місто отримає право назвати свій стадіон за бажанням громади.
11 вересня 2015 року забито першу палю на будівельному майданчику.
У 2016 році почалися роботи з будівництва та підготовки стадіону генеральним проєктувальником та підрядником — «Crocus International».
23 березня 2018 року стадіон «Калінінград» отримав дозвіл на введення в експлуатацію.
11 квітня 2018 року на новому стадіоні відбувся перший футбольний матч [4] — місцева «Балтика» перемогла самарський «Крила Рад» з рахунком 1:0. Матч став найвідвідуванішим в турі — 14 926 глядачів.

## Техніко-економічні характеристики
Техніко-економічні характеристики стадіону:
- загальна місткість стадіону 35 016 глядацьких місць;
- площа території ділянки: 24,4 га;
- площа забудови стадіону: 49 384,5 м²;
- загальна площа стадіону: 112 511,7 м²;
- будівельний об'єм: 348 057,3 м³;
- висотна відмітка: 46,826 м;
- площа трибун: 20 535 м²;
- розмір футбольного поля: 105 × 68 м;
- висота «пирога» футбольного поля (в «пиріг» закладені системи дренажу, підігріву та поливу, а також датчики контролю температури): 1,2 м;
- кількість паль, закладених в основу стадіону: 30 000 штук;
- вага металоконструкцій каркаса стадіону: 15 000 тонн.

## Матчі Чемпіонату світу з футболу 2018
| Дата           | Час   | Команда #1 | Результат | Команда #2 | Раунд   | Відвідуваність |
| -------------- | ----- | ---------- | --------- | ---------- | ------- | -------------- |
| 16 червня 2018 | 22:00 | Хорватія   | 2–0       | Нігерія    | Група D | 31,136         |
| 22 червня 2018 | 21:00 | Сербія     | 1–2       | Швейцарія  | Група E | 33,167         |
| 25 червня 2018 | 21:00 | Іспанія    | 2–2       | Марокко    | Група B | 33,973         |
| 28 червня 2018 | 21:00 | Англія     | 0–1       | Бельгія    | Група G | 33,973         |